# エイエムアイ
株式会社エイエムアイは、かつて存在したアミューズメントゲーム機器の販売会社である。社名は"Amusement Marketing International"の略称。

## 概要
エイブルコーポレーションを退社した徳田恭敏がアーケードゲーム機の販売を目的に1999年11月に設立。ケイブが制作したアーケードゲームを独占的に取り扱っていた。
しかし、2008年にケイブとのアーケードゲーム機における独占販売契約が切れたことや（その後ケイブは2013年5月にアーケードゲーム事業から撤退）、2009年に発売された『THE KING OF FIGHTERS XII』の仕入れ決済に失敗したことなどから業績が悪化し、それに伴い2009年のアミューズメントマシンショーの出展を取りやめた。その後は2009年11月末にて業務を停止し、自己破産の準備に入っていたが、2010年2月17日に東京地方裁判所から破産手続開始決定を受けた。徳田自身も破産手続開始決定を受けている。

## 主なゲーム
- 2002年 - 闘幻狂(IGS)
- 2002年 - 怒首領蜂 大往生（ケイブ）
- 2002年 - 怒首領蜂 大往生 ブラックレーベル（ケイブ）
- 2003年 - ケツイ〜絆地獄たち〜（ケイブ）
- 2003年 - エスプガルーダ（ケイブ）
- 2004年 - 虫姫さま（ケイブ）
- 2005年 - スペクトラルVSジェネレーション（アイディアファクトリー）
- 2005年 - 鋳薔薇（ケイブ）
- 2005年 - 虫姫たま（ケイブ）
- 2005年 - エスプガルーダII（ケイブ）
- 2006年 - 鋳薔薇黒 ブラックレーベル（ケイブ）
- 2006年 - ピンクスゥイーツ 〜鋳薔薇それから〜（ケイブ）
- 2006年 - 虫姫さま ふたり（ケイブ）
- 2007年 - たころん（コンパイルハート）
- 2007年 - クイズ&バラエティ すくすく犬福2 〜もっとすくすく〜（ハムスター）
- 2007年 - むちむちポーク!（ケイブ）
- 2007年 - デススマイルズ（ケイブ）
- 2007年 - 虫姫さまふたり ブラックレーベル（ケイブ）
- 2008年 - 怒首領蜂 大復活（ケイブ）
- 2008年 - デススマイルズ メガブラックレーベル（ケイブ）
- 2008年 - すっごい!アルカナハート2（エクサム）
- 2008年 - BLAZBLUE（アークシステムワークス）
- 2009年 - デモンブライド（エクサム）
- 2009年 - THE KING OF FIGHTERS XII（SNKプレイモア）